# Arnold Wolfendale
Arnold Whittaker Wolfendale, né le 25 juin 1927 et mort le 21 décembre 2020,,, est un astronome britannique qui fut le quatorzième astronome royal de 1991 à 1995. Il a été professeur de physique à l'Université de Durham de 1965 à 1992 et président de la Société européenne de physique (1999-2001). Il a été président de la Royal Astronomical Society de 1981 à 1983.

## Éducation et expérience
Sa famille a déménagé à Flixton, dans le Lancashire, alors qu'il avait 18 mois. Il a fréquenté la Stretford Grammar School près de Manchester. Wolfendale a obtenu un baccalauréat universitaire ès sciences en physique de l'Université de Manchester en 1948, puis un doctorat en 1953 et un doctorat en sciences en 1970.

## Carrière
Au cours de sa carrière, il a occupé des postes universitaires à l'Université de Manchester (1951-1956), à l'Université de Durham (1956-1992), à l'Université de Ceylan et de l'Université de Hong Kong. Il a été professeur de physique à Durham de 1965 à 1992, y compris une période en tant que chef de département, et est resté professeur émérite jusqu'à sa mort.

## Publications
- Publications d'Arnold Wolfendale sur arxiv.org

Sloan et Wolfendale, « Testing the proposed causal link between cosmic rays and cloud cover », Environmental Research Letters, vol. 3, no 2,‎ 2008, p. 024001 (DOI 10.1088/1748-9326/3/2/024001, Bibcode 2008ERL.....3d4001S, arXiv 0803.2298)
Wibig et Wolfendale, « At what particle energy do extragalactic cosmic rays start to predominate? », Journal of Physics G: Nuclear and Particle Physics, vol. 31, no 3,‎ 2005, p. 255 (DOI 10.1088/0954-3899/31/3/005, arXiv astro-ph/0410624)
Erlykin et Wolfendale, « The anisotropy of galactic cosmic rays as a product of stochastic supernova explosions », Astroparticle Physics, vol. 25, no 3,‎ 2006, p. 183–194 (DOI 10.1016/j.astropartphys.2006.01.003, Bibcode 2006APh....25..183E, arXiv astro-ph/0601290)
Myers, Shanks, Outram et Frith, « Evidence for an extended Sunyaev--Zel'dovich effect in WMAP data », Monthly Notices of the Royal Astronomical Society, vol. 347, no 4,‎ 2004, p. L67 (DOI 10.1111/j.1365-2966.2004.07449.x, Bibcode 2004MNRAS.347L..67M, arXiv astro-ph/0306180)
Myers, Shanks, Outram et Frith, « Evidence for an extended Sunyaev--Zel'dovich effect in WMAP data », Monthly Notices of the Royal Astronomical Society, vol. 347, no 4,‎ 2004, p. L67 (DOI 10.1111/j.1365-2966.2004.07449.x, Bibcode 2004MNRAS.347L..67M, arXiv astro-ph/0306180)
- Publications d'Arnold Wolfendale au SAO/NASA Astrophysics Data System

Bhat, Issa, Houston et Mayer, « Cosmic γ rays and the mass of gas in the Galaxy », Nature, vol. 314, no 6011,‎ 1985, p. 511 (DOI 10.1038/314511a0, Bibcode 1985Natur.314..511B)
- Publications d'Arnold Wolfendale dans Google Scholar
- Publications d'Arnold Wolfendale chez Scopus (abonnement requis pour plus de 10)
- Société royale

Bhat, Mayer et Wolfendale, « A New Estimate of the Mass of Molecular Gas in the Galaxy and its Implications », Philosophical Transactions of the Royal Society A: Mathematical, Physical and Engineering Sciences, vol. 319, no 1547,‎ 1986, p. 249 (DOI 10.1098/rsta.1986.0099, Bibcode 1986RSPTA.319..249B)

## Autres activités
En 1992, Wolfendale est devenu le mécène de la Society for Popular Astronomy et a été un fervent partisan de ses activités. Il a ouvert l'observatoire de Kielder, dans le Northumberland, en 2008 et était son mécène. En 2009, il fut le 156e président du Birmingham and Midland Institute. À partir d'avril 2013, il est l'un des deux vice-présidents d'honneur de la Société d'histoire de l'astronomie.

## Vie privée
Il épouse Audrey Darby en 1951. Ils ont eu des fils jumeaux. Sa femme Audrey est morte en 2007. Il a épousé l'anthropologue Dorothy Middleton à la cathédrale de Durham le 5 septembre 2015. Wolfendale est mort en décembre 2020 à l'âge de 93 ans.